# Косая линия
Коса́я ли́ния — улица на Васильевском острове в Санкт-Петербурге. Проходит от Большого проспекта до Кожевенной линии.

## История
Косая линия расположена в юго-западной части Васильевского острова, в местности, известной с 1-й половины XVIII века как Чекуши. Своё название Косая линия получила в начале XIX века. В отличие от остальных линий Васильевского острова, она проходит не перпендикулярно Большому проспекту, а под косым углом к нему.
Согласно легенде, когда Пётр I чертил план линий В.О., у него в этом месте линейка сдвинулась и линия получилась косой. С государем спорить никто не решился, а посему и проложили линию так, как есть, откуда и происходит название Косая.

## Достопримечательности
На Косой линии квартировал Финляндский лейб-гвардии полк. Здесь расположен Балтийский завод со своей железнодорожной сетью, пересекающей Косую линию возле пересечения с Детской улицей.
- Дом № 5 — доходный дом, построенный в 1898—1900 годах по проекту Л. В. Богусского.
- Дом № 15а — особняк, фабрика и богадельня «Торгового дома Брусницыных», 1895—1896 годы, архитектор Павел Сюзор. С 1944 года в здании разместилось Высшее мореходное училище имени адмирала Макарова (в настоящее время — Государственный университет морского и речного флота имени адмирала С. О. Макарова)[2].

## Транспорт
Ближайшая станция метро — «Горный институт», открытая 27 декабря 2024 года на пересечении Косой линии и Большого проспекта Васильевского острова.
По большей части Косой линии проложены трамвайные пути, используемые маршрутами № 1 и № 40 и пересекающиеся с путями железной дороги Балтийского завода.
На всём протяжении Косой линии проходят маршруты автобусов № 151 (только в направлении к Большому проспекту) и № 152 (в обратном направлении).

## Пересечения
Косая линия пересекает или граничит со следующими проспектами, улицами и переулками:
- Большой проспект
- 24-я и 25-я линии Васильевского острова
- 26-я и 27-я линии Васильевского острова
- Детская улица
- Кожевенная линия